# Трисоксалат гексагидроксибензола
Трисоксалат гексагидроксибензола — химическое соединение, оксид углерода с формулой C12O12. Бензол находится в основании молекулы, шесть атомов водорода которого заменены на три оксалатных группы. Вещество можно рассматривать как шестикратный эфир бензгексола и щавелевой кислоты.
Соединение было впервые описано Х. С. Вертером и Р. Домиником в 1967 году.